# Stadhuis van Oakland
Het stadhuis van Oakland (Engels: Oakland City Hall) is het gebouw van waaruit de Amerikaanse stad Oakland (Californië) bestuurd wordt. 
Het huidige bouwwerk werd in 1914 voltooid, nadat het vorige gebouw vernield was door de aardbeving van San Francisco van 1906. Het gebouw werd in 1910 ontworpen door Palmer & Hornbostel in beaux-arts-stijl. Het gebouw heeft een rechthoekig grondplan, bestaat uit drie lagen en is bekleed met graniet en terracotta. Voor het stadhuis bevindt zich de Frank H. Ogawa Plaza. Het stadhuis is 98 meter hoog en was daarmee, in 1914, het eerste hoge overheidsgebouw in de Verenigde Staten. Het was toen bovendien het hoogste gebouw ten westen van de Mississippi. 
In 1983 werd het stadhuis van Oakland opgenomen in het National Register of Historic Places.